# Entoloma latericolor
Entoloma latericolor är en svampart som beskrevs av E. Horak 1976. Entoloma latericolor ingår i släktet Entoloma och familjen Entolomataceae.   Inga underarter finns listade i Catalogue of Life.